# Jochen Roller
Jochen Roller (* 1971 in West-Berlin) ist ein deutscher Choreograf und Performancekünstler.

## Werk
Roller studierte Angewandte Theaterwissenschaft an der Justus-Liebig-Universität in Gießen und Choreografie am Laban-Centre in London. Seit 1997 arbeitet er als freier Choreograf. Es entstanden über 40 Produktionen in den Bereichen zeitgenössischer Tanz, Performance, Theater und Film. Bekannt wurde Roller mit der dreistündigen Solotrilogie „perform performing“ über die prekären Arbeitsverhältnisse von Künstlern. Seine Produktionen touren weltweit und wurden zu den deutschen Tanzplattformen 2004 und 2006 eingeladen.
Von 2007 bis 2010 kuratierte Roller das Tanzprogramm der Hamburger Kampnagelfabrik.
Als Gastdozent arbeitete er an verschiedenen Universitäten, unter anderem FU Berlin, HfMT Köln, Universität Hamburg, Conservatorio El Barco San José und LaSalle College Singapur.
Rollers choreografisches Werk zeichnet sich aus durch minimalistische Strenge und scharf formulierte Inhalte. Häufig haben seine Produktionen explizit sozial-politische Themen. Rollers choreografischer Ansatz wird dem Konzepttanz zugeordnet.

## Werke
Im Folgenden sind die wichtigsten Produktionen Rollers aufgelistet:
- 2009 Basically I don't but actually I do[5]
- 2008 JANCLOD! - être aware and beyond[6]
- 2005 mnemonic nonstop[7]
- 2004 mindgarden[8]
- 2002 perform performing[9]